# Jerzy Bańczerowski
Jerzy Bańczerowski (ur. 28 października 1938 w Ożarowie) – prof. zw. dr hab. nauk filologicznych, członek komitetu nauk orientalistycznych PAN, dyrektor Instytutu Językoznawstwa UAM (1977–1991, 1994–2008), kierownik Zakładu Językoznawstwa Ogólnego i Porównawczego UAM (1969–). Głównymi przedmiotami prowadzonych przez niego badań są: językoznawstwo ogólne i porównawcze, aksjomatyzacja w lingwistyce językoznawstwo ugrofińskie, języki Azji. Redaktor czasopisma Lingua Posnaniensis (1980–). Z jego inicjatywy na Uniwersytecie Adama Mickiewicza w Poznaniu powołano nowe specjalności (na kierunku filologia) studiów, w tym filologię fińską oraz etnolingwistykę.

## Kariera zawodowa
W 1961 ukończył studia na Uniwersytecie im. Adama Mickiewicza w Poznaniu. W 1964 roku obronił doktorat pracą A gyengülés-erősödés folyamata a finn nyelvben (Proces usilnienia-lenicji w języku fińskim). W 1968 otrzymał habilitację za rozprawę Konsonantenalternation im Ostlappischen unter dem Aspekt der Verstärkung – Lenierung. W 1981 za osiągnięcia w dziedzinie badań naukowych otrzymał indywidualną Nagrodę Ministra Nauki, Szkolnictwa Wyższego i Techniki (stopień drugi). Od 1984 roku jest profesorem zwyczajnym. W 1989 roku został uhonorowany Krzyżem Oficerskim Orderu Odrodzenia Polski, natomiast 26 listopada 2004 roku Krzyżem Komandorskim. W 1986 otrzymał Medal Komisji Edukacji Narodowej, a w 2000 wyróżnienie Friend of Thailand.

## Ważniejsze staże naukowe
1. 1962–1964, Eötvös Loránd Tudományegyetem, Budapeszt (2-letnie stypendium Rządu Polskiego),
2. 1966–1967, Uniwersytet w Helsinkach (8-miesięczne stypendium Rządu Fińskiego),
3. 1976–1977, State University of New York, College at Fredonia (profesor wizytujący, 1 rok),
4. 1981–1982, Uniwersytet w Kolonii (15-miesięczne stypendium Fundacji im. Aleksandra von Humboldta),
5. 1987–1988, Uniwersytet w Otaru, Hokkaido (6-miesięczne stypendium Hokkaido Shinbun),
6. 1989–1990, Uniwersytet Sangyo, Kyoto (roczne stypendium badawcze Fundacji Japońskiej),
7. 1992–1994, Seminar für Allgemeine und Indogermanische Sprachwissenschaft, Christian-Albrecht-Universität, Kilonia, RFN (profesor wizytujący, 3 semestry),
8. 2001–2002, Hankuk University of Foreign Studies, Seoul, Korea (profesor wizytujący, 1 rok).

## Najważniejsze publikacje
1. 1980 Systems of semantics and syntax: A determinational theory of language. Warszawa/Poznań: Państwowe Wydawnictwo Naukowe.
2. 1982 (współautorzy: Jerzy Pogonowski; Tadeusz Zgółka). Wstęp do językoznawstwa (Introduction to linguistics). Poznań: Uniwersytet im. Adama Mickiewicza.
3. 1989 Aus philosophischen Problemen der Phonologie. Studia Germanica Posnaniensia 14, 23 64.
4. 1991 Appearances of informational structure. (The significance of Japanese and Korean). Lingua Posnaniensis 32/33, 7 30.
5. 1992 Is generative phonology consequent upon structural phonology? W: Fisiak, Jacek – Puppel, Stanisław (red.). 1992. Phonological investigations. (Linguistic and Literary Studies in Eastern Europe 38). Amsterdam/ Philadelphia: John Benjamins Publishing Co., 247 307.
6. 1992 Formal properties of neostructural phonology. Studia Phonetica Posnaniensia 3, 5 28.
7. 1992 (współautorzy: Jerzy Pogonowski; Tadeusz Zgółka). A new structuralism in phonology. W: Lieb, Hans Heinrich (red.). 1992. Prospects for a new structuralism. Amsterdam / Philadelphia: John Benjamins Publishing Co., 185 224.
8. 1993 Some theoretical aspects of diathesis. In: Darski, Józef – Vetulani, Zygmunt (red.). 1993. Sprache – Kommunikation – Informatik. Band 1. Tübingen: Niemeyer, 17 23.
9. 1993 A theory of predicative structure. (Insights from Japanese and Korean). Papers and Studies in Contrastive Linguistics 27, 5 26.
10. 1996 A formal approach to a general theory of language. W: Sackmann, Robin (red.). 1996. Theoretical linguistics and grammatical description. Papers in honour of Hans-Heinrich Lieb. Amsterdam/Philadelphia: John Benjamins, 13–30.
11. 1997 Towards a general theory of the category of person. W: Ramisch, Heinrich – Wynne, Kenneth (red.). 1997. Language in time and space. Studies in honour of Wolfgang Viereck on the occasion of his 60th birthday. Stuttgart: Franz Steiner Verlag, 441–461.
12. 1997 Aspects of general morphology. Studia Germanica Posnaniensia XXIII, 13–46.
13. 1999 Kategoria osoby w ujęciu Ludwika Zabrockiego. W: Bańczerowski J. – Zgółka T. (red.). 1999. Linguam amicabilem facere. Poznań: Adam Mickiewicz University. 59 – 78.
14. 1999 Diversity of flection. W: Kłańska, Maria – Wiesinger, Peter (red.). Vielfalt der Sprachen. Festschrift für Aleksander Szulc zum 75. Geburtstag. Wien. Edition Praesens, 3–26.
15. 1999 Gengogakutekina joohooron kisoni mukete. Nihongo to Choosengo kara no keihatsu no shooko. (Towards the foundations of linguistic informatics. Illuminating evidence from Japanese and Korean). Proceedings of Warsaw Symposium on Japanese Studies. 23–26 November 1994. Edited by Agnieszka Kozyra and Romuald Huszcza with the cooperation of Shigemasa Kukimoto.Warsaw: Academic Publishing House Dialog. 485–504.
16. 1999 Towards a grammar of flection. Investigationes Linguisticae VI. 5 – 84.
17. 2000 Is linguistic semantics axiomatically tangible? (A tentative approach). W: Puppel, Stanisław (red.). Scripta Neophilologica Posnaniensia II. 3–26.
18. 2001 Some aspects of the category of diathesis in Korean. In: Cheong, Byung-Kwon – Pak, Cheong-Wu. (red.).
19. 2001 Je 8 hwe haksul daehwe nonmun jip. Seoul: Hanguk Dong Yureop Balkan Hakhwe, Hanguk Wegugeo Daehakkyo Dong Yureop Balkan Yeonguso. 31–53.
20. 2003 A concept of truth for linguistic semantics. W: Bauer, Brigitte L.M. – Pinault, Georges-Jean (red.). 2003. Language in time and space. A festschrift for Werner Winter on the occasion of his 80th Birthday. Berlin – New York: Mouton de Gruyter, 35–62.
21. 2004 In search of the foundations for a grammar of syntactic flection in Korean. W: The cross-cultural conflicts of the Eastern & Balkan Europe after 10 years of democratization. Seoul: Hankuk University of Foreign Studies, 3–24.
22. 2006 The axiomatic method in 20th century European linguistics. W: Auroux, Sylvain – Koerner, E.F.K. – Niederehe, Hans-Josef – Versteegh, Kees (red.). 2006. History of the language sciences. An international handbook on the evolution of the study of language from the beginnings to the present. Berlin/New York: Walter de Gruyter & Co., 2007–2025.